# Lecceclupea ehiravaensis
Lecceclupea ehiravaensis è un pesce osseo estinto, appartenente ai clupeiformi. Visse nel Cretaceo superiore (Campaniano - Maastrichtiano, circa 72 milioni di anni fa) e i suoi resti fossili sono stati ritrovati in Italia.

## Descrizione
Questo pesce era simile a un'aringa ed era di piccole dimensioni: i vari esemplari noti sono lunghi in media circa 5 centimetri. La pinna dorsale era di forma triangolare e posta all'incirca a metà del corpo, mentre le pinne pelviche erano di piccole dimensioni e poste esattamente al di sotto della pinna dorsale. La pinna anale era bassa e allungata, molto arretrata e caratterizzata dagli ultimi due raggi ben separati dagli altri, che andavano così a formare una seconda piccola pinna anale. La pinna caudale era profondamente biforcuta. Altre caratteristiche di Lecceclupea includono le vertebre urale 1 e preurale 1 saldate tra loro e la vertebra preurale 2 autogena.

## Classificazione
Lecceclupea fa parte dei clupeiformi, il grande gruppo di pesci teleostei attualmente rappresentati da numerose forme come sardine, aringhe, acciughe, alose e spratti. In particolare, Lecceclupea è stato attribuito alla tribù degli Ehiravini (donde l'epiteto specifico) nella sottofamiglia Pellonulinae all'interno della famiglia Clupeidae.
Lecceclupea ehiravaensis venne descritto per la prima volta nel 2011, sulla base di fossili ritrovati nei pressi di Nardò, in provincia di Lecce.